# Reinoud III. van Brederode

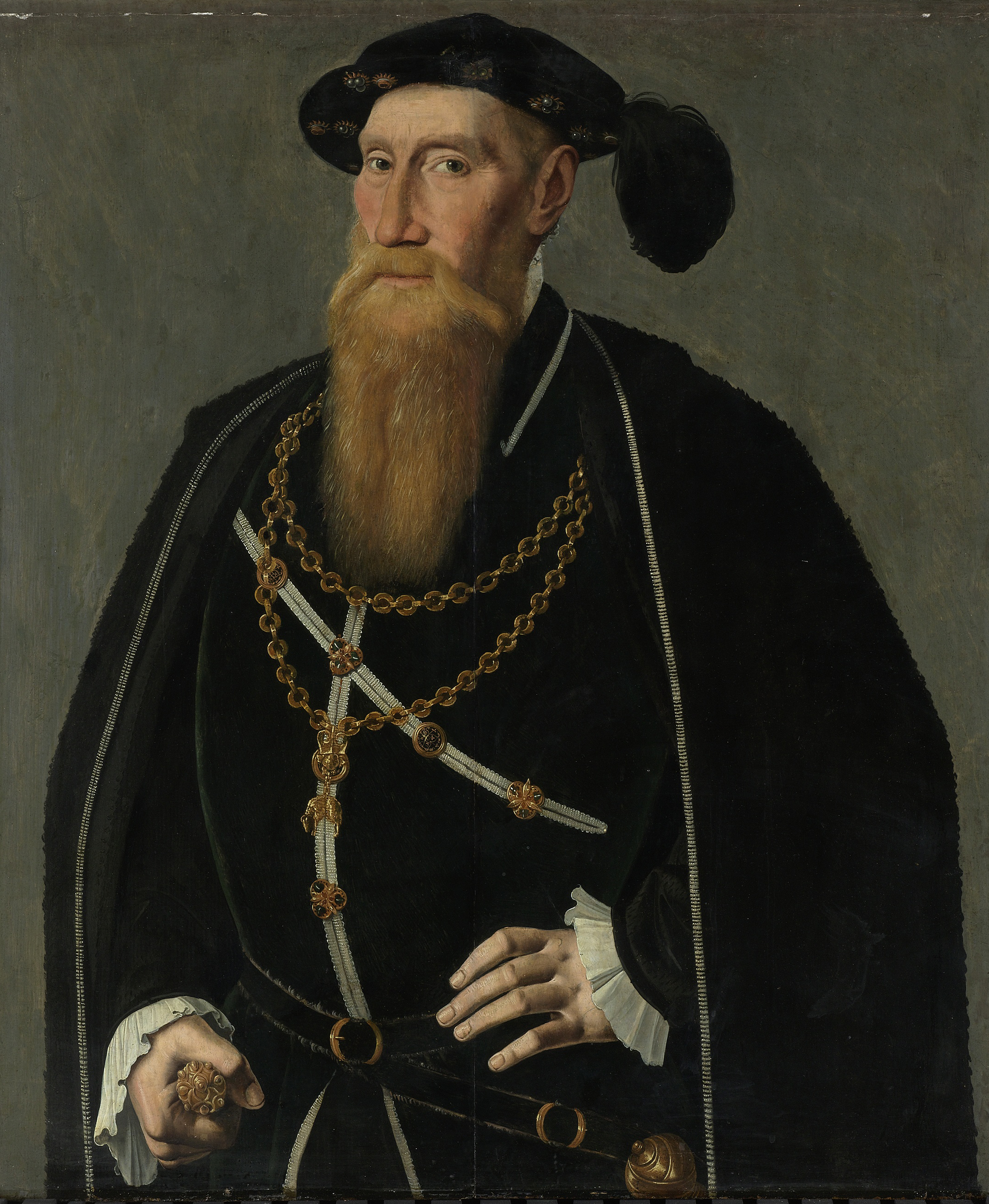
Portrait von Reinoud III van Brederode (etwa 1545)

Reinoud III. van Brederode (* 1492; † 25. September 1556 in Brüssel) war elfter Heer („Freiherr“) von Brederode, Souveräner Herr von Vianen, Erbburggraf von Utrecht, Herr von Ameide, Ambachtsherr von Amstelveen, houtvester en jagermeester van Holland (Wald- und Jägermeister von Holland) und Ratsherr im Raad van State.
Gleichfalls erfüllte Reinoud III. wichtige Funktionen als Rats- und Kammerherr von Kaiser Karl V. Er bewohnte das Schloss Batenstein.

## Leben

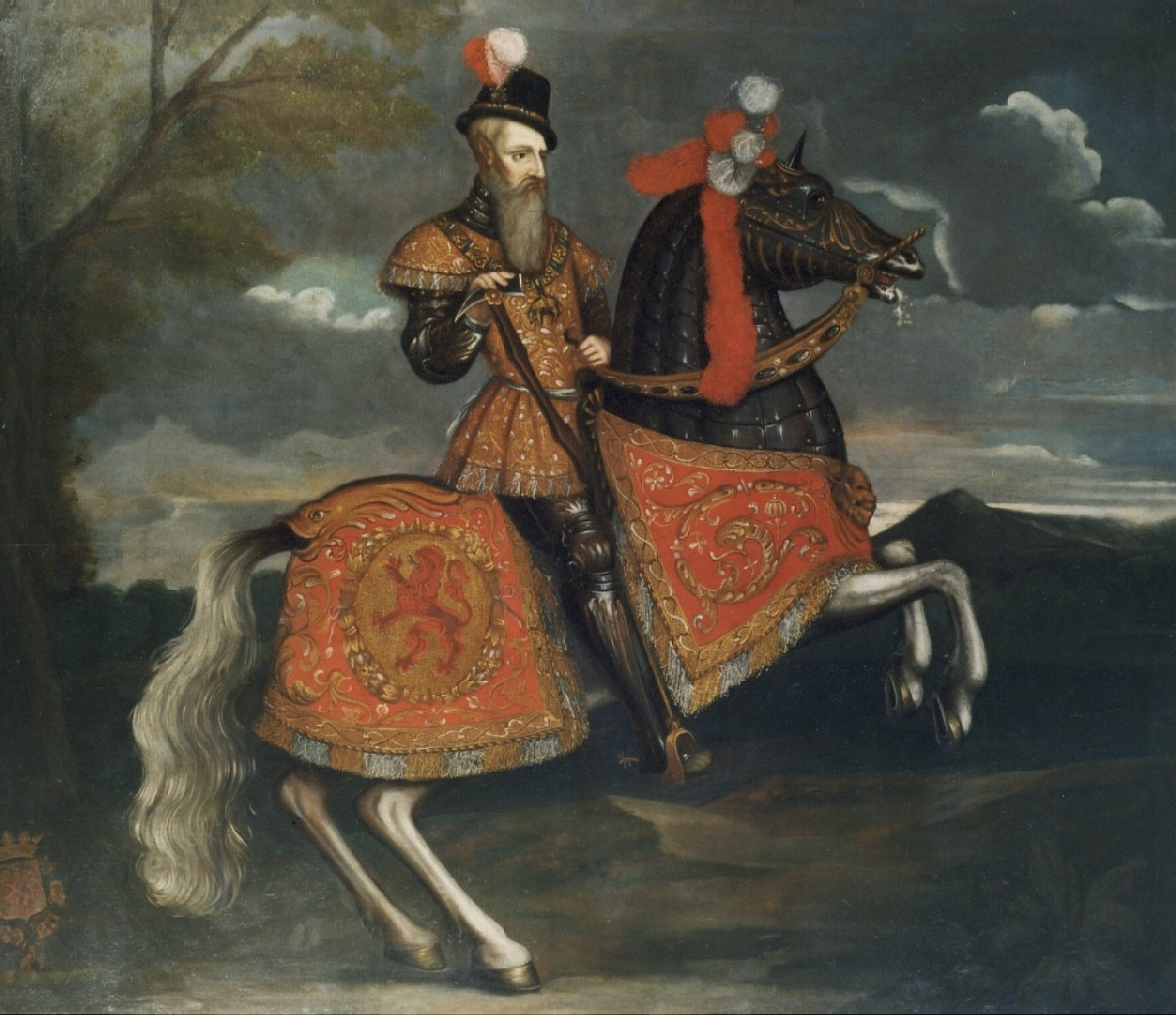
Reinoud III van Brederode, Gemälde von Cornelis Anthonisz. um 1550

Reinoud III. war ein Sohn von Walraven II. van Brederode, 10. Herr von Brederode, Erbburggraf von Utrecht, Souveräner Herr von Vianen enz und Margretha van Borselen. Reinoud war mit Philippote van der Marck, einer Tochter des Grafen Robert II. van der Marck verheiratet.
1531 wurde er zum Mitglied des Ordens vom Goldenen Vlies gewählt. Reinoud regierte die Hohen Herrschaften Vianen und Ameide als nicht lehenspflichtige Gebiete Hollands. So regelte er die Rechtsprechung und das Münzwesen. Dadurch kam er in den Konflikt mit dem holländischen Grafen (Kaiser Karl V.), der auch aufgrund seines Anspruches auf die Grafschaft Holland vorhanden war. Vorerst wurde er zum Tode verurteilt, aber in weiterer Folge durch den Kaiser begnadigt.
Reinoud III. van Brederode verstarb im Jahre 1556, seine Begräbnisstätte befindet sich in der Onze Lieve Vrouw ten Hemelopneming-kerk, der heutigen Reformierten Kirche in Vianen. Seine Frau Philippote van der Marck wurde nach ihrem Tod im Jahre 1537 ebenfalls dort begraben.

## Nachkommen
Mit seiner Gattin Philippote hatte Reinoud zehn Nachkommen, worunter seinen Erben, den Grafen Heinrich von Brederode (* 1531; † 1568), den „Großen Geusen“.
Außerdem hatte Reinoud zehn uneheliche Nachkommen, worunter den Geusenführer Lancelot von Brederode († 1573) sowie Reinoud van Brederode (1548–1633), Herr von Bolswaard und Stammvater der Herren und späteren Reichsgrafen von Bolswaert.